# Benjamín Sánchez Bermejo

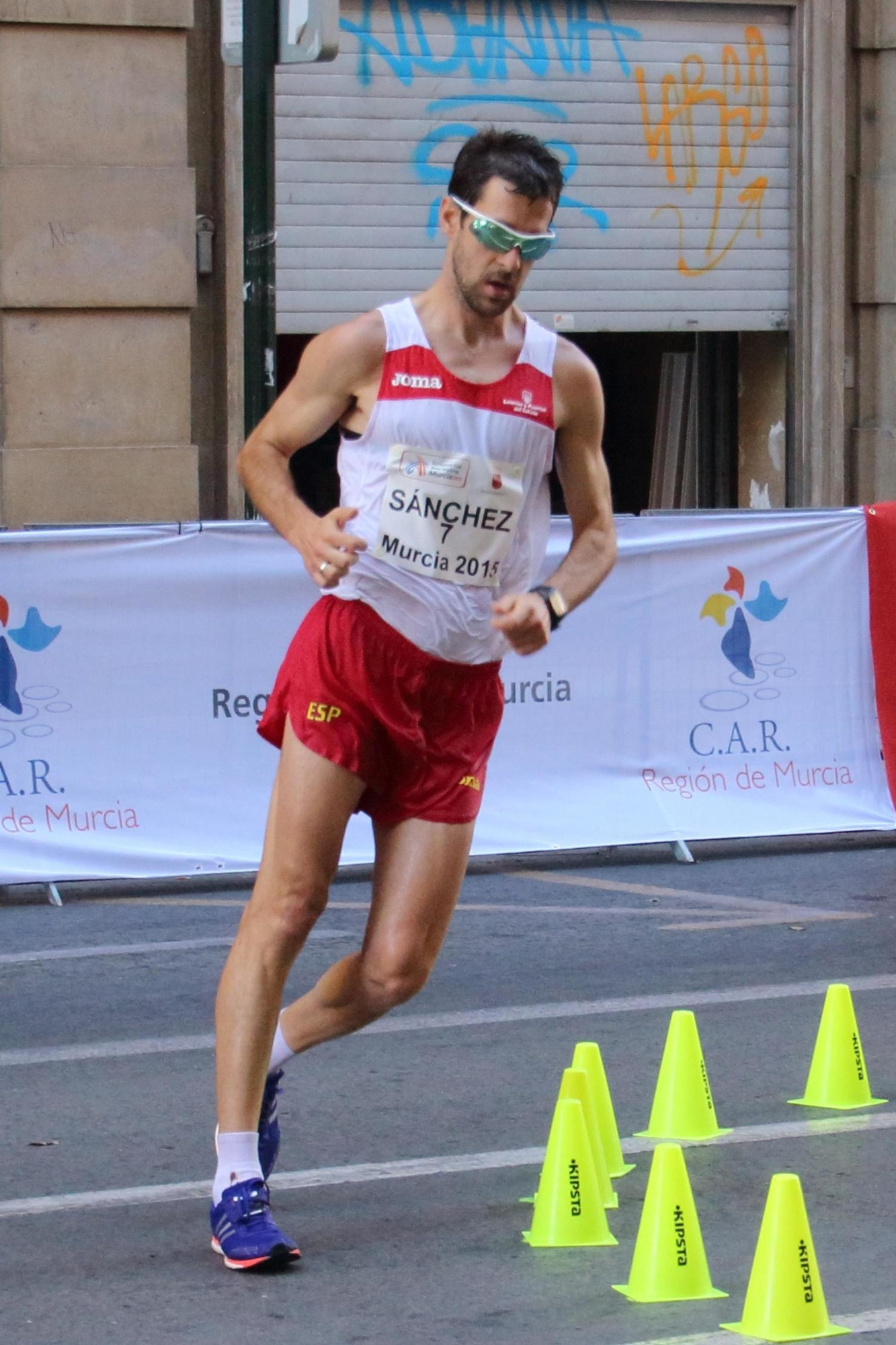
Benjamín Sánchez en la Copa de Europa de Marcha Atlética de 2015 celebrada en Murcia, España.

Benjamín Sánchez Bermejo (10 de marzo de 1985 en Cieza, Murcia) es un deportista español que compite en atletismo. Su especialidad es la marcha atlética.
Participó en los Juegos Olímpicos de Pekín 2008 en la disciplina de 20 km marcha, concluyendo en 13.ª posición por detrás de su compatriota Ciezano Juan Manuel Molina Morote. También acudió a la cita de Londres 2012, esta vez en la distancia de 50 km, terminando en el puesto 50.
En 2011 participó en la Copa de Europa de Marcha Atlética, celebrada en Olhão, Portugal, finalizando en cuarta posición. Se da la circunstancia de que en 2014 se produjo la sanción por dopaje con efecto retroactivo del primer clasificado en aquella prueba, el ruso Stanislav Yemelianov, quedando Benjamín Sánchez en tercer puesto y, por tanto, con medalla de bronce.

## Mejores marcas personales
| Mejores marcas personales | Mejores marcas personales | Mejores marcas personales      | Mejores marcas personales |
| Distancia                 | Tiempo                    | Lugar                          | Fecha                     |
| ------------------------- | ------------------------- | ------------------------------ | ------------------------- |
| 5000 m                    | 19:04.68                  | Lorca, España                  | 15 de febrero de 2009     |
| 10 000 m                  | 39:23.88                  | Santa Cruz de Tenerife, España | 27 de julio de 2008       |
| 10 km                     | 39:50                     | San Pedro de Pinatar, España   | 31 de enero de 2009       |
| 20 km                     | 1h:20:48                  | Cheboksary, Rusia              | 10 de mayo de 2008        |
| 35 km                     | 2h:38:54                  | Londres, Reino Unido           | 11 de agosto de 2012      |
| 50 km                     | 3h:55:45                  | Murcia, España                 | 17 de mayo de 2015        |
| PC - Pista Cubierta       |                           |                                |                           |